# Selektivität (Stromkreis)
Selektivität bedeutet, dass bei einem Fehler in einem Stromkreis von in Reihe geschalteten Überstrom- oder Fehlerstrom-Schutzeinrichtungen nur das Gerät auslöst, das der Fehlerstelle unmittelbar vorgeschaltet ist. Sie ist eine Funktion des Netzschutzes. Die Selektivität gewährleistet in einem Strahlennetz – also in einem Stromnetz, welches von einem zentralen Punkt aus gespeist wird – dass trotz des Fehlers möglichst viele Teile der elektrischen Schaltung oder Anlage in Betrieb bleiben und nur das Sicherungselement vor der Fehlerstelle auslöst.
Man unterscheidet dabei
- Stromselektivität, die durch unterschiedlich hohe Auslöseströme der Schutzeinrichtungen erreicht wird, und
- Zeitselektivität, die durch eine unterschiedliche zeitliche Verzögerung der Auslösung der Schutzeinrichtungen erreicht wird.

## Schmelzsicherungen

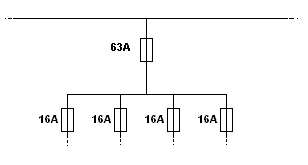
Beispiel zur Selektivität in einem Strahlennetz

„Zwei hintereinander geschaltete Schmelzsicherungen verhalten sich selektiv, wenn sich ihr Bemessungsstrom um den Faktor 1,6 unterscheidet.“ Weil das Auslöseverhalten von Sicherungen Toleranzen unterliegt, sind Sicherungen unmittelbar benachbarter Nennstromstufen nicht selektiv. Zuverlässig kann die Selektivität von Sicherungen nur anhand ihrer Zeit-Strom-Kennlinien beurteilt werden. Als Faustregel gilt, dass Sicherungen selektiv sind, wenn sich ihre Nennströme um zwei Nennstromstufen unterscheiden.
In elektrischen Anlagen sind in der Regel Sicherungen mit unterschiedlichen Nennströmen eingebaut, z. B. 16 A und 63 A. Durch diese Abstufung erreicht man, dass nur die Sicherung auslöst, die unmittelbar vor der Fehlerquelle eingebaut ist. Deren Bemessungsströme, welche (mindestens) im Verhältnis von 1:1,6 stehen (nur bei Schmelzsicherungen), müssen so gewählt sein, dass die Sicherungen in ihrem gesamten Abschaltbereich „selektiv“ arbeiten.

## Schutzschalter
Normale Leitungsschutzschalter lösen unabhängig von ihrem Nennstrom und ihrer Charakteristik bei einem Kurzschluss sofort aus.
Die Selektivität ist nur bis zu einem bestimmten Überstrom im Bereich der elektromagnetischen Auslösung erreichbar und darüber nicht mehr durch die Wahl der Auslösecharakteristik sicherzustellen.
Um Selektivität zu erreichen, kann ein selektiver Leitungsschutzschalter vor andere Leitungsschutzschalter oder Sicherungen geschaltet werden; seine Auslösung ist verzögert. Er begrenzt jedoch elektromagnetisch sofort den Kurzschlussstrom und kann so auch als Backup-Schutz dienen.
Normale Leitungsschutzschalter können als vorgeordnete Sicherungen verwendet werden, mit ihnen ist jedoch kaum sicherzustellen, dass nur die Sicherung auslöst, die dem Fehler unmittelbar vorgeschaltet ist. je nach verbauten Gerätetypen lösen beide aus, oder es kann sogar vorkommen, dass die letzte Sicherung vor dem Kurzschluss überhaupt nicht auslöst.

## Erweiterung
In vermaschten oder Ring-Netzen besteht im Gegensatz zu Strahlennetzen das Problem, dass eine Fehlerstelle von zwei oder mehr Stellen gespeist wird. Als zusätzliche Auslösekriterien zum verzögerten Ansprechverhalten der Schutzeinrichtungen dienen dann die bei den einzelnen Schutzeinrichtungen vorliegenden Energieflussrichtungen und die Distanzen (Entfernungen) zum Fehlerort, welche automatisch mittels der Schleifenimpedanz ermittelt werden. Die Schutzfunktion wird durch eigene Messgeräte wie das Distanzschutzrelais übernommen, die eigentliche Schalthandlung durch ferngesteuerte Leistungsschalter vorgenommen.
Wegen der Selektivitätsproblematik werden Ringleitungen im Mittelspannungsnetz im fehlerfreien Fall oft als offener Ring betrieben und erst im Fehlerfall zur Aufrechterhaltung bis vor die Fehlerstelle geschlossen.

## Nachweispflicht
Der Nachweis der Selektivität muss laut VDE erbracht werden
- bei medizinisch genutzten Bereichen (DIN VDE 0100-710) oder
- bei öffentlichen Einrichtungen (ehemals Bauliche Anlagen für Menschenversammlungen) (DIN VDE 0100-718).

Bei Anlagen, die nicht darunter fallen, kann der Anlagenbetreiber das fordern. Grundsätzlich ist es sinnvoll, bei der Errichtung/Änderung einer Anlage Selektivität zu erreichen.